# Aleksandrowo (kolonia w województwie warmińsko-mazurskim)
Aleksandrowo – kolonia w Polsce położona w województwie warmińsko-mazurskim, w powiecie piskim, w gminie Orzysz.
W latach 1975–1998 miejscowość administracyjnie należała do województwa suwalskiego.